# Nature Genetics
Nature Genetics es una revista científica revisada por pares publicada por Nature Portfolio . Fue fundada en 1992. Cubre investigaciones en genética . El editor jefe es Tiago Faial.
La revista abarca estudios genéticos y genómicos funcionales sobre rasgos humanos y otros organismos modelo, incluidos ratones, moscas, nematodos y levaduras. Actualmente, se hace hincapié en la base genética de enfermedades comunes y complejas y en el mecanismo funcional, la arquitectura y la evolución de las redes genéticas, estudiadas mediante perturbación experimental.
Según Journal Citation Reports , la revista tiene un factor de impacto de 31,7 en 2023, lo que la sitúa en el segundo lugar entre 175 revistas en la categoría "Genética y herencia".

## Métricas de revista 2023
- Factor de impacto de la revista: 31,8
- Factor de impacto de la revista a 5 años: 36,6
- Índice de inmediatez: 4,4
- Puntuación Eigenfactor: 0,13916[2]

La revista ocupa el primer puesto en el apartado de las revistas de Genética & Genómica en Google Scholar con un índice h5 de 186